# Pompverstuiver

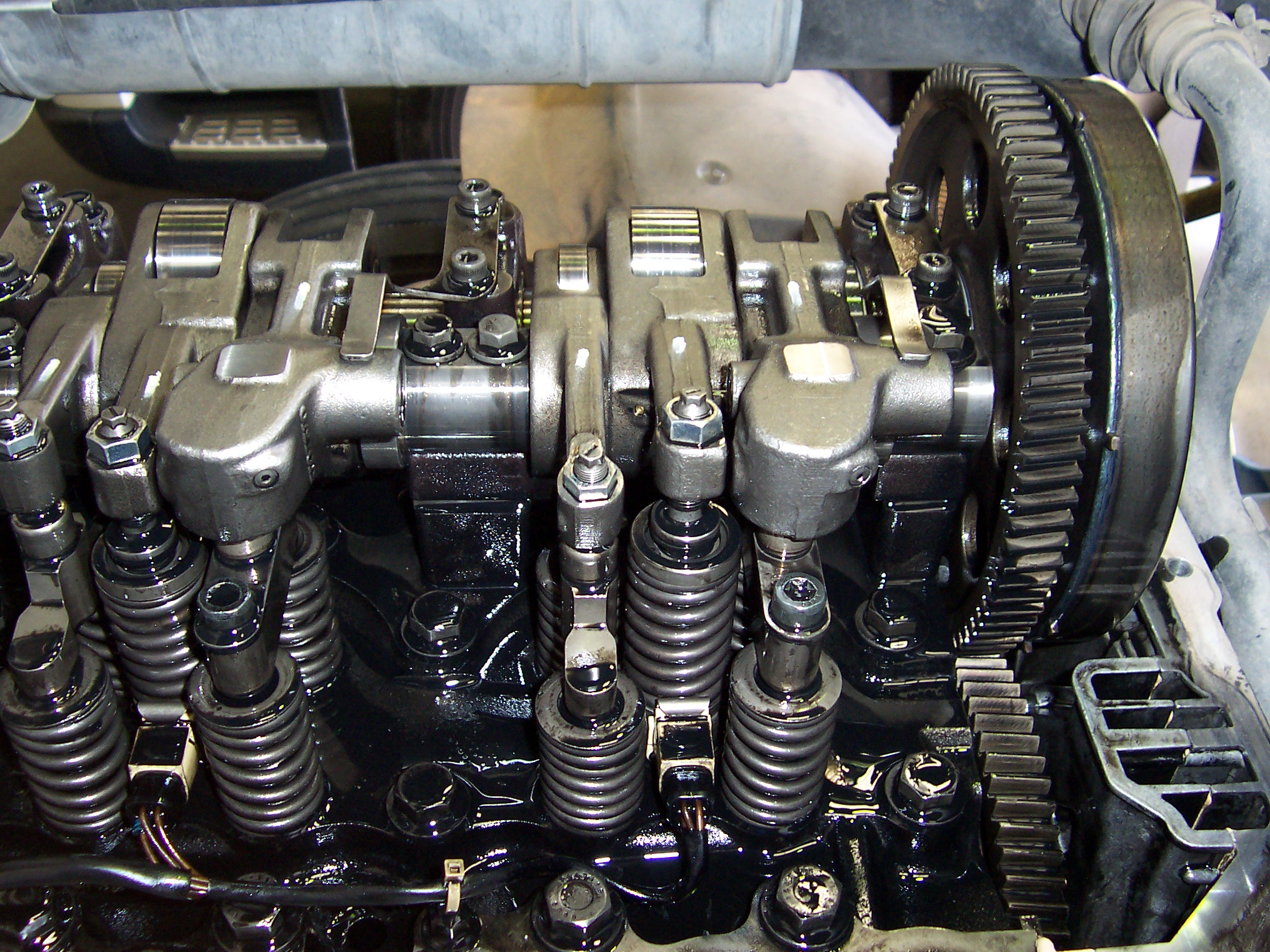
Pompverstuiver (in het midden) gemonteerd in de cilinderkop.

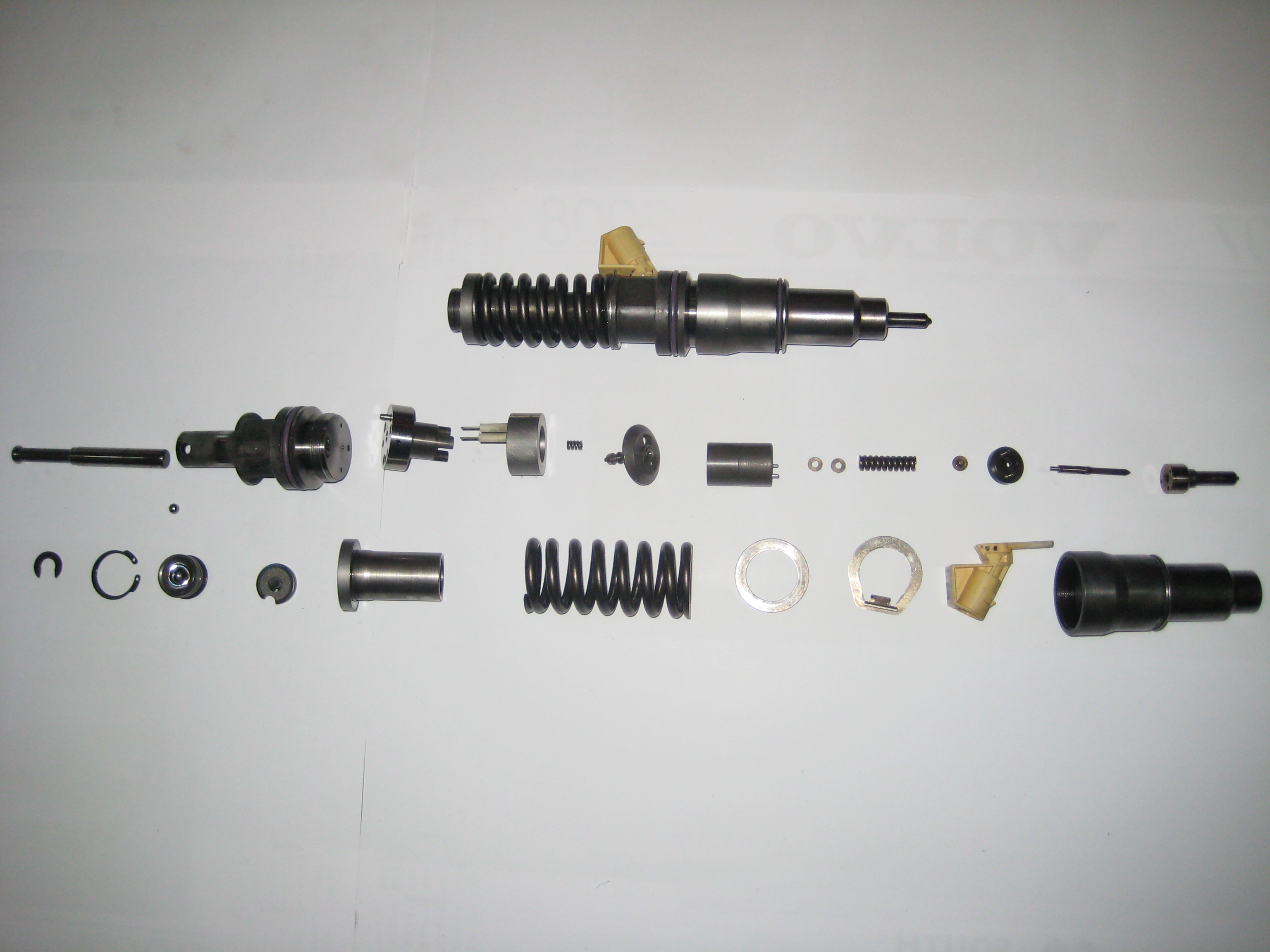
In onderdelen

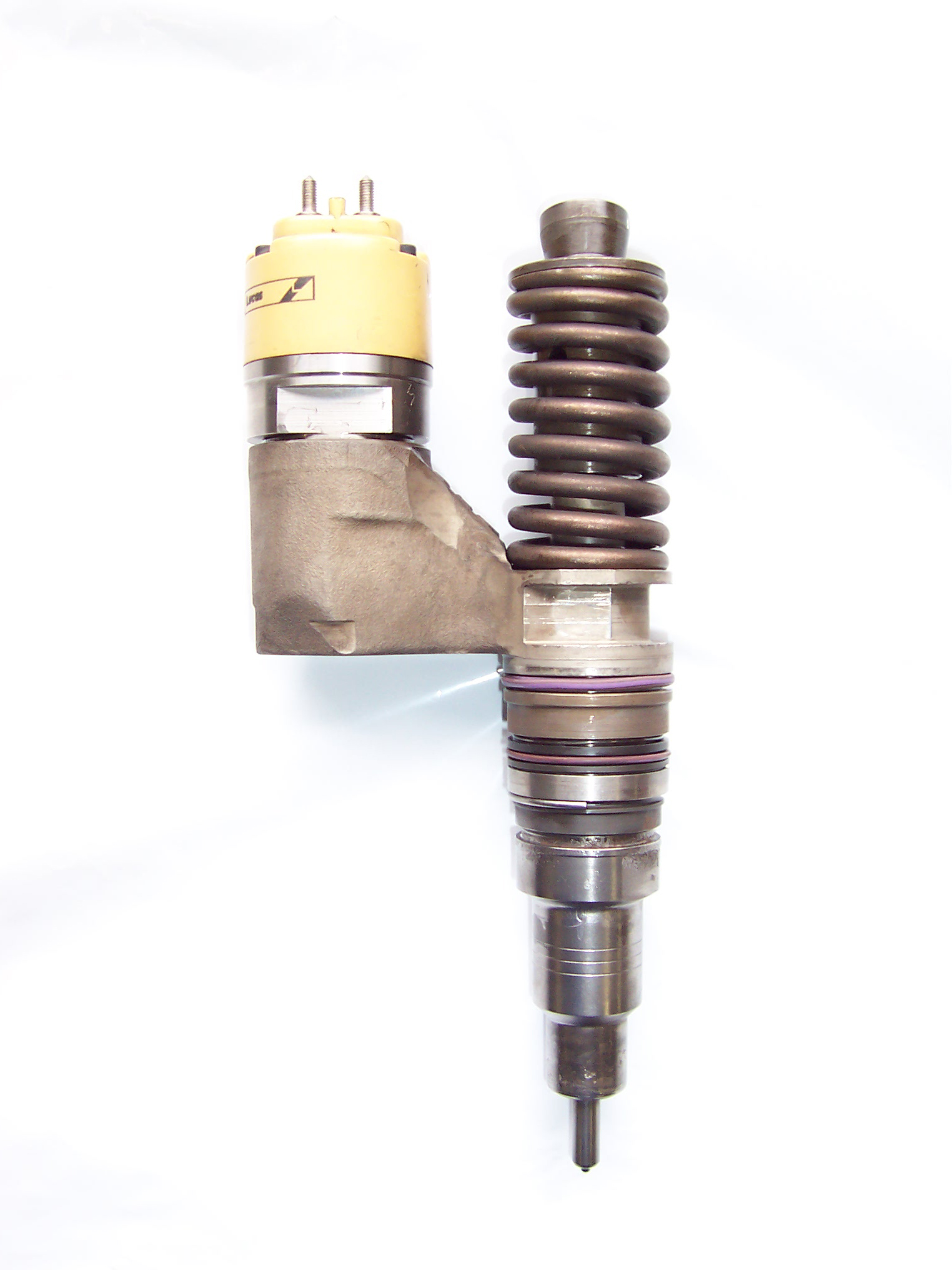
Pompverstuiver elektro-magnetisch gestuurd

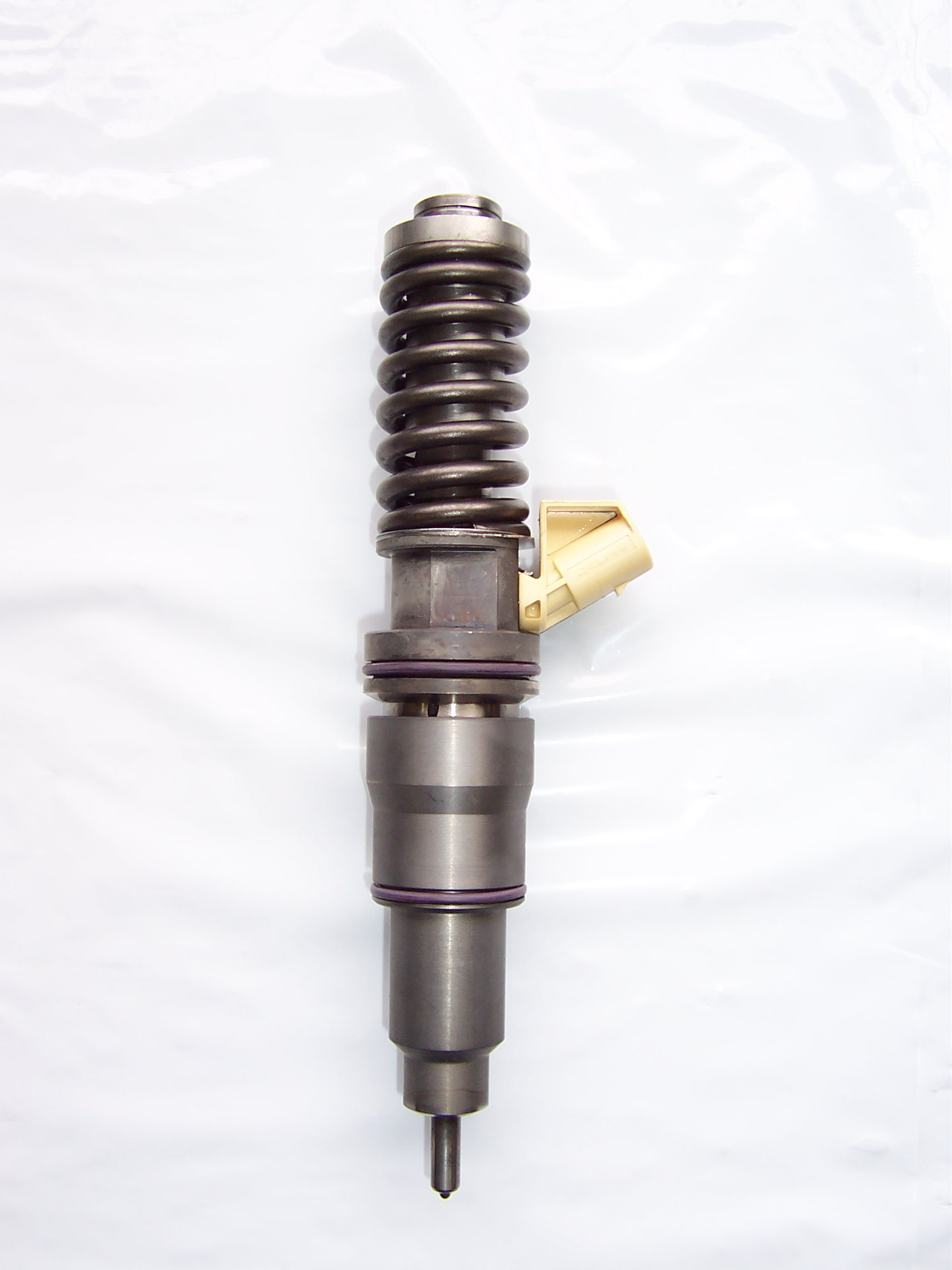
Pompverstuiver piëzo-elektrisch gestuurd

Het pompverstuiversysteem is een brandstofinjectie systeem dat wordt gebruikt op verbrandingsmotoren.

## Geschiedenis
Het pompverstuiversysteem is ontwikkeld door de GM Diesel Divisie, die sinds 2010 onder de naam Detroit Diesel Corporation (DDC) in het Daimler AG-concern is opgenomen.
Het toen Unit Injector System (UIS) genoemde systeem werd in de late jaren 30 van de twintigste eeuw ontwikkeld en gebruikt in relatief langzaam lopende dieselmotoren die gebruikt werden in schepen, locomotieven en vrachtwagens.

Het belangrijkste verschil t.o.v. conventionele injectiesystemen was dat elke verstuiver afzonderlijk, geïntegreerd was met een eigen hogedrukpomp, terwijl de conventionele systemen werken met één hogedrukpomp die via leidingen meerdere verstuivers bedient.

Wanneer vanaf 1990 de emissie-eisen steeds strenger worden, blijkt dat conventionele injectiesystemen deze nieuwe normen nooit kunnen bereiken. Om de normen te realiseren moet de verbranding in de motor veel efficiënter worden. Dit kan alleen door de inspuitdruk drastisch te verhogen, tot wel 2050 bar, een waarde die met de tot dan toe toegepaste systemen nooit bereikt kunnen worden.

Volkswagen AG ziet in deze techniek de oplossing en Bosch moderniseert dit systeem en in 1998 wordt het voor het eerst toegepast in de Volkswagen Passat B5 met een 1,9 Turbo Diesel motor van 85 kW.
De concurrentie ontwikkelt tegelijkertijd het common-railinspuitsysteem, in aanvang kan dit systeem een minder hoge inspuitdruk bereiken maar naarmate dit verder ontwikkelt, is een gelijke druk haalbaar. Aangezien dit systeem goedkoper is en de motoren rustiger, dus comfortabeler lopen, schakelt ook Volkswagen in 2008 over op Common-rail en blijken achteraf gezien pompverstuivers een overgangsfase.

## Werking[1]
De inspuit-cyclus geschiedt in twee fasen. Dit geeft een gelijkmatiger verloop van de verbranding.

### 1e fase
Bij dit inspuitsysteem zijn pomp en verstuiver zoals gezegd één geheel. Per cilinder is er één pompverstuiver, deze wordt mechanisch bediend met een tuimelaar en door een elektromagnetisch bediende afsluiter (solenoïd valve) die wordt aangestuurd door de elektronische eenheid. De elektromagnetisch bediende afsluiter staat open als de elektromagneet niet bekrachtigd is. Er stroomt dan brandstof langs het toevoerkanaal in de hogedrukkamer. Sluit de afsluiter en brengt de inspuitnok de roltuimelaar in beweging, dan wordt met de stoterstang de pompzuiger naar beneden gedrukt. De druk stijgt in de hogedrukkamer tot ongeveer 180 bar. Daardoor stijgt ook de druk in de drukkamer van de verstuiver. De verstuivernaald beweegt naar boven en er wordt een eerste maal brandstof ingespoten. Men noemt het voorinspuiting. Als de pompzuiger verder naar beneden beweegt, zal door de druk ook de uitwijkzuiger naar beneden bewegen. Daardoor vergroot het volume van de hogedrukkamer, daalt de druk erin en sluit de verstuivernaald. De voorinspuiting stopt.

### 2e fase
De pompzuiger daalt verder en opnieuw neemt de druk zodanig toe, dat de verstuivernaald voor de tweede maal wordt gelicht. Dan vindt de hoofdinspuiting plaats. De druk kan daarbij door het nog verder naar beneden bewegen van de pompzuiger oplopen tot 2050 bar bij maximaal motorvermogen. De hoofdinspuiting eindigt bij het openen van het magneetventiel door het uitschakelen van de elektromagneet. De opvoerpomp voert met opzet meer brandstof naar de pompverstuiver dan er wordt ingespoten. De overtollige brandstof, samen met de lekbrandstof stroomt langs de retourkanalen en een brandstofkoeler terug naar de tank. Op die wijze wordt de verstuiver gekoeld die anders te fel zou opwarmen door de hoge inspuitdruk. De brandstof krijgt ook niet de kans om extreem op te warmen.
De snelheid waarmee de verschillende fasen elkaar opvolgen en dus onderbroken of begonnen kunnen worden zijn cruciaal voor het zo efficiënt mogelijk laten verlopen van de verbranding. Er is bij hoge toerentallen een zeer beperkte tijd om druk op te bouwen en regel is; hoge inspuitdruk = efficiënte (lees: schone) verbranding. Door middel van piëzotechniek in plaats van elektromagneten, is het openen en sluiten van de pompkamers 3 keer sneller te realiseren dan met elektromagnetische ventielen en in latere systemen worden deze dan ook vervangen door piëzo-elektrische actuatoren zodat een hogere inspuitdruk mogelijk wordt.
Bijvoorbeeld:
- Een VW Passat 1,9 TDI uit het jaar 1998 met elektromagnetische pompverstuivers met een maximale inspuitdruk van 2050 bar levert 85 kW/114 pk. Dit is een specifiek vermogen van 45 kW/60 pk per liter motorinhoud.
- Een VW Passat 2.0 TDI uit het jaar 2005 voorzien van piëzopompverstuivers met een maximale inspuitdruk van 2200 bar levert (125 kW/170 pk. Dit is een specifiek vermogen van 63kW/85 pk per liter motorinhoud.

## Voordelen
- Schone verbranding. Door de extreem hoge druk vernevelt de brandstof tot minuscule druppeltjes, die een complete verbranding opleveren wat roetontwikkeling beperkt.
- Omdat de pompverstuiver mechanisch door een nok van de nokkenas aangedreven wordt, gebruikt de pompverstuiver alleen energie op het moment dat hij ingedrukt wordt en dus druk moet leveren.
- In vergelijking met het common-railsysteem bestaat het uit minder componenten (geen hogedrukpomp & rail)
- Bedrijfszeker. (in het geval één pompverstuiver defect raakt, leidt dit niet tot totale uitval van de motor)
- Pompverstuivermotoren zijn efficiënt en bieden bij gemiddelde toerentallen een zeer hoog koppel.

## Nadelen
- Relatief duur omdat pér cilinder een hogedrukpomp gebruikt wordt.
- Omdat de pompverstuiver mechanisch aangedreven wordt door een nok op de nokkenas is het inspuitmoment tot een relatief klein gebied "rondom" het bovenste dode punt (BDP) van de zuiger beperkt.
- Mindere "Laufkultur". Omdat het inspuitmoment, de inspuitdruk en inspuitvolume van de brandstof beperkt zijn (door het bovenstaande) draait een motor voorzien van dit systeem minder soepel dan een motor voorzien van common-railinjectie.
- Doordat de druk in de pompverstuiver snel moet worden opgebouwd heeft de nok, die de aandrijving verzorgt, een zeer scherpe vorm. De daarmee samenhangende hoge weerstand geeft een grote en sterk pulserende dynamische belasting op de distributieriem.

## Resumé
Zoals hierboven beschreven heeft de ontwikkeling van common-railsystemen in de tussentijd niet stil gestaan en kunnen deze systemen eenzelfde hoge druk bereiken met een meer rustige motorloop.
Tel daarbij de hogere kosten op van pompverstuivers (±100 euro bij vergelijkbare motoren), en het zal duidelijk zijn dat op alle moderne dieselmotoren in de toekomst common-rail zal worden toegepast.